# Siphonostegia chinensis
Siphonostegia chinensis là loài thực vật có hoa thuộc họ Cỏ chổi. Loài này được Benth. miêu tả khoa học đầu tiên năm 1837.